# 静厳
靜嚴（じょうごん、寛元元年（1243年）- 永仁7年正月7日（1299年2月8日））は、鎌倉時代の真言宗の僧。摂政関白従一位左大臣の一条実経の子。母は大納言・粟田口忠良の子、良性法印の娘。殿大僧正と号す。

## 略歴
厳舜について出家し、勝尊、親杲に灌頂を受ける。醍醐寺座主や随心院門跡、東寺長者となる。法務大僧正。永仁7年（1299年）に57歳で入滅。